# 伊林沃特
伊林沃特是德国下萨克森州的一个市镇。总面积40.29平方公里，总人口1643人，其中男性804人，女性839人（2011年12月31日），人口密度41人/平方公里。